# Бібліотека Гарвардського університету
Бібліотека Гарвардського університету об'єднує близько 90 бібліотек із обсягом фондів у 16,6 мільйонів томів. Вона є найстарішою системою бібліотек у Сполучених Штатах Америки, а також найбільшою академічною та найкрупнішою недержавною бібліотечною системою у світі. За кількістю одиниць зберігання вона є четвертою у США, поступаючись лише Бібліотеці Конгресу, Нью-Йоркській та Бостонській публічним бібліотекам.

## Історія
В основу Бібліотеки Гарвардського університету лягли 400 книжок, пожертвувані Джоном Гарвардом 1638 року, протягом наступного століття ця бібліотека стала найбільшою у майбутніх Сполучених Штатах, але велика пожежа 1764 року знищила більшість її книжкової колекції. З метою відновити книжкове зібрання друзі коледжу дарували його бібліотеці книги та жертвували кошти на її поповнення. Ексцентричний англієць Томас Голліс надсилав тисячі спеціально відібраних книжок до університетської бібліотеки. Він продовжував робити це регулярно аж до своєї смерті 1774 року, а також заповів бібліотеці 500 фунтів стерлінгів для подальшої купівлі книг.  Ця сума започаткувала книжковий фонд Гарварду, завдяки якому бібліотека унверситету щороку активно поповнюється. На честь Томаса Голліса названо онлайн-каталог Бібліотеки Гарвардського університету (HOLLIS), який одночасно є абревіатурою назви "Harvard On-Line Library Information System".
Входить до числа найбільших бібліотек світу, посідаючи за обсягом фондів сімнадцяте місце.